# La Paz (municipi de Baixa Califòrnia Sud)
La Paz és un municipi de l'estat de Baixa Califòrnia Sud. La Paz és el cap de municipi i principal centre de població d'aquesta municipalitat.
Aquest municipi es troba a la part nord-central de l'estat de Mèxic. Limita al nord amb els municipis de Comondú, al sud amb Los Cabos, a l'oest amb Oceà Pacífic i a l'est amb Mar de Cortés.